# レチノールイソメラーゼ
レチノールイソメラーゼ(Retinol isomerase、EC 5.2.1.7)は、以下の化学反応を触媒する酵素である。
all-trans-レチノール {\displaystyle \rightleftharpoons } 11-cis-レチノール
従って、この酵素の基質はall-trans-レチノールのみ、生成物は11-cis-レチノールのみである。
この酵素は、異性化酵素、特にシス‐トランスイソメラーゼに分類される。系統名は、all-trans-レチノール 11-cis-trans-イソメラーゼ(all-trans-retinol 11-cis-trans-isomerase)である。この酵素は、レチノールの代謝にかかわっている。